# Parachipteria magna
Parachipteria magna är en kvalsterart som först beskrevs av Sellnick 1928.  Parachipteria magna ingår i släktet Parachipteria och familjen Achipteriidae. Inga underarter finns listade i Catalogue of Life.